# Уорд, Эдвард, 7-й виконт Бангор
Эдвард Генри Гарольд Уорд, 7-й виконт Бангор (англ. Edward Henry Harold Ward, 7th Viscount Bangor; 5 ноября 1905 — 8 мая 1993) — англо-ирландский пэр, журналист, военный корреспондент и писатель. Он работал под именем — Эдвард Уорд.

## Ранний период жизни
Родился 5 ноября 1905 года. Единственный сын Максвелла Уорда, 6-го виконта Бангора (1868—1950), и Агнес Элизабет Гамильтон (ок. 1878—1972), третьей дочери Дейкра Гамильтона. Он получил образование в Виксенфорде, затем, как и его отец, в школе Харроу и Королевской военной академии в Вулидже.

## Карьера
Став журналистом, Эдвард Уорд отправился за границу в качестве корреспондента Reuters по Китаю и Дальнему Востоку. В 1937 году он был принят на работу в BBC в качестве радиодиктора, а в 1939 году был отправлен в качестве военного корреспондента BBC в Финляндию, чтобы освещать «Зимнюю войну». 12 марта 1940 года Уорд сделал сенсационную международную сенсацию, когда радионовости BBC передали его историю о прекращении огня, согласованном между СССР и Финляндией, за день до того, как оно было официально объявлено. Затем Уорд был направлен в Бельгию и Францию, как раз перед тем, как Странная война закончилась блицкригом. Он сбежал от немецкого наступления, сев на корабль из Бордо в Египет. Он делал репортажи из Афин об эвакуации города в мае 1941 года . В ноябре 1941 года он был взят в плен итальянскими войсками в Тобруке после битвы при Сиди-Резеге. Остаток Второй мировой войны он провел в качестве военнопленного в итальянских, а затем в немецких лагерях. 31 марта 1945 года он был освобожден американскими войсками из Офлага XII-B, лагеря для офицеров недалеко от Лимбурга-на-Лане.
После войны Эдвард Уорд работал иностранным корреспондентом по всему миру до 1960 года. Он делал репортажи из Венгрии во время восстания 1956 года.
После рождественской трансляции с маяка Бишоп-Рок он на месяц застрял там из-за штормового моря.
Он появился в роли потерпевшего кораблекрушение в радиопрограмме BBC Desert Island Discs 28 августа 1961 года. Он опубликовал несколько книг, в том числе три тома автобиографии.
В некрологе виконта Бангора в The Independent его назвали «одним из лучших военных корреспондентов BBC».

## Частная жизнь
Эдвард Уорд был женат четыре раза. 29 апреля 1933 года Уорд женился в первый раз на Элизабет Бальфур, дочери Томаса Бальфура. Супруги не имели детей и развелись в 1937 году. 14 августа 1937 года он женился во второй раз на Мэри Кэтлин Миддлтон (? — 9 мая 1969), дочери Уильяма Миддлтона. Второй брака также закончился разводом в 1947 году. 12 ноября 1947 года году он женился в третий раз на Лейле Мэри Хитон (19 июня 1918 — 23 февраля 1959), дочери Дэвида Римингтона Хитона и Луизы Мари Фримен, с которой развелся в 1951 году. У супругов родился один сын:
- Уильям Максвелл Дэвид Уорд, 8-й виконт Бангор (род. 28 сентября 1948), старший сын и преемник отца.

В 1951 году Эдвард Уорд женился в четвертый раз на Марджори Элис Симпон, урожденной — Бэнкс (1915—1991), дочери Питера Бэнкса. Дети от четвертого брака:
- Достопочтенная Сара Джилл «Лала» Уорд (род. 28 июня 1951)[1][5], британская актриса. 1-й муж с 1980 по 1982 год — актёр Том Бейкер (род. 1934), 2-й муж с 1992 по 2016 год — профессор Клинтон Ричард Докинз (род. 1941), 3-й муж с 2020 года — Николас Роулинс (род. 1949).
- Достопочтенный Эдвард Николас Уорд (род. февраль 1953), в 1985 году он женился на Рэйчел Мэри Астор, от брака с которой у него было две дочери.

17 ноября 1950 года после смерти своего отца Эдвадр Уорд унаследовал титулы 7-го виконта Бангора из Касл-Уорда в графстве Даун (Пэрство Ирландии) и 7-го барона Бангора из Касл-Уорда в графстве Даун (Пэрство Ирландии).
На момент своей смерти 8 мая 1993 года лорд Бангор проживал по адресу 59, Cadogan Square, London SW1; он был членом клубов Savile и Garrick.

## Книги
- Despatches from Finland: January-April 1940 (London: John Lane, 1940)
- Give Me Air (London: John Lane, 1946), about being a prisoner of war
- Chinese Crackers (London: John Lane the Bodley Head, 1947)
- Europe on Record (London: Wingate, 1950), with Marjorie Ward
- The US and Us (1951), with Marjorie Ward
- Danger is Their Business (London: Cassell, 1955), with Marjorie Ward
- The New Eldorado: Venezuela (London: Hale, 1957)
- Oil is Where They Find It (London: Harrap, 1959)
- Sahara Story (New York: Norton, 1962)
- Number One Boy (London: Michael Joseph, 1969)
- I’ve Lived like a Lord (London: Michael Joseph, 1970)